# 志道氏
志道氏（しじし、しじうじ）は、日本の氏族。安芸国の戦国大名毛利氏の庶家、坂氏の一族が著名。

## 安芸志道氏
安芸国毛利氏の一族で、毛利親衡の孫（もしくはひ孫）・広秋が坂氏を名乗り、その四男であった元良が安芸国志道を領して、その地名より志道氏を称したことに始まる。
毛利豊元・煕元の代に、毛利氏の庶家で最大の勢力を誇る麻原氏を滅亡に追い込み、その次の勢力であった坂氏を毛利氏執権として、毛利氏の支配制度の中に組み込んでいった。その後は坂広秋、坂広明が執権として権力を奮ったが、毛利元就の家督相続に絡み、坂氏は勢力を落とすこととなった。
毛利幸松丸の死後、重臣15人は毛利元就に家督相続を要請した。これには、執権であった志道広良の強い意志があり、広良の主導によって、成しえたものであった。しかし、これに不満を持つ坂広秀らは、謀反の計画を立て、元就の弟・相合元綱を擁立しようと企み、最終的には元就によって誅殺された。
志道広良は嫡子が夭折していたため、その死後、家督を嫡孫・志道元保が継いだ。子孫は､元保の系統など寄組に三家､手廻組に一家､大組に9家があった｡

### 系譜
```
毛利親衡

　 ┣━━━━┓
 
坂匡時
　 
毛利元春

 　┃
  
匡家
(匡時と同一人物?)
 　┣━━━━┓
　
広秋
　　　
貞景

 　┣━━━━━━━━━━━━━━━━━━━━━━━━━━┳━━━┳━━━━┓
　
広明
　　　　　　　　　　　　　　　　　　　　　　　　　
広時
　
光永秀時
　
志道元良

 　┃　　　　　　　　　　　　　　　　　　　　　　　　　　┃　　　┃　　　　┣━━━━━━━━━━━┓
 
桂広澄
 　　　　　　　　　　　　　　　　　　　　　　　　
広秀
　　
元方
　　  
広良
　　  　　　　　　
口羽通良

　 ┣━━━━━━━━━━━━━━━━━┳━━┳━━┓　　┝━━┓　　　　　┣━━┓　　　　　　　　┣━━┓
　
元澄
　　　　　　　　　　　　　　    
元忠
　
就延
　
保和
　
元貞
　
元祐
　　　　
広長
　
坂元貞
　　　　　　
広通
　
春良

　 ┣━━┳━━┳━━┳━━┳━━┓　　｜　　　　　　　　　　　　　　　　　┣━━┳━━┳━━┓　　┃　　┣━━┓
　
元延
　
元貞
　
元親
　
景信
　
広繁
　
元盛
　
就宣
　　　　　　　　　　　　　　　　
元保
　
良泰
　
秀雅
　
通信
　
通平
　
元良
　
元智

　 ┃　　　　　　　　　　　┃　　　　　┃　　　　　　　　　　　　　　　　　┣━━━┳━━━┓　　　┃
　
元重
　　　　　　　　　　
繁次
　　　　
元綱
　　　　　　　　　　　　　　　　
元規
　
椙杜元縁
　
元勝
　　
元通

　 ┃　　　　　　　　　　　　　　　　　┣━━┳━━┓　　　　　　　　　　　┃　　　　　　　┃
　
元相
　　　　　　　　　　　　　　　　
就正
　
隆正
　
就忠
　　　　　　　　　　
元幸
　　　　　　
元治

　　　　　　　　　　　　　　　　　　　　　　 ┃　　┃　　　　　　　　　　　┃　　　　　　　┃
　　　　　　　　　　　　　　　　　　　　　　
賢恒
　
広利
　　　　　　　　 　 
就幸
　　　　　　
就行

　　　　　　　　　　　　　　　　　　　　　　　　　 ┃　　　　　　　　　 　 ┃ 　　　　　　 ┃
　　　　　　　　　　　　　　　　　　　　　　　　　
元堅
　　　　　　　　　  
就徳
　　　　　　
通貞

　　　　　　　　　　　　　　　　　　　　　　　　　　　　　　　　　　　　　 ┃
　　　　　　　　　　　　　　　　　　　　　　　　　　　　　　　　　　　　　
就保

　　　　　　　　　　　　　　　　　　　　　　　　　　　　　　　　　　　　　 ┃
　　　　　　　　　　　　　　　　　　　　　　　　　　　　　　　　　　　　　
広幸

　　　　　　　　　　　　　　　　　　　　　　　　　　　　　　　　　　　　　
```